# Mehdi Kamrani
Mehdi Kamrani (1 de junho de 1982) é um basquetebolista profissional iraniano.

## Carreira
Mehdi Kamrani integrou a Seleção Iraniana de Basquetebol, em Pequim 2008, que terminou na décima-primeira colocação.

## Títulos
Seleção Iraniana
- FIBA Campeonato Asiático: 2007, 2009 e 2013